# 琳达·菲奥伦蒂诺
琳达·菲奥伦蒂诺（英語：Linda Fiorentino，1958年3月9日—），女，美国演员。曾获得纽约影评人协会奖最佳女主角。